# Tsawwassen Indian Reserve
Tsawwassen Indian Reserve (franska: Réserve indienne Tsawwassen) är ett reservat i Kanada.   Det ligger i provinsen British Columbia, i den södra delen av landet, 3 500 km väster om huvudstaden Ottawa.